# Concert du nouvel an 1953 à Vienne
Le concert du nouvel an 1953 de l'orchestre philharmonique de Vienne, qui a lieu le 1er janvier 1953, est le 13e concert du nouvel an donné au Musikverein, à Vienne, en Autriche. Il est dirigé pour la 11e fois dont la 6e  consécutive par le chef d'orchestre autrichien Clemens Krauss
Johann Strauss II y est toujours le compositeur principal, mais son frère Josef ouvre le programme avec quatre pièces, et leur père Johann clôt le concert avec sa célèbre Marche de Radetzky.
Cinq pièces sur les quinze au total sont jouées pour la première fois au concert du nouvel an.

## Programme

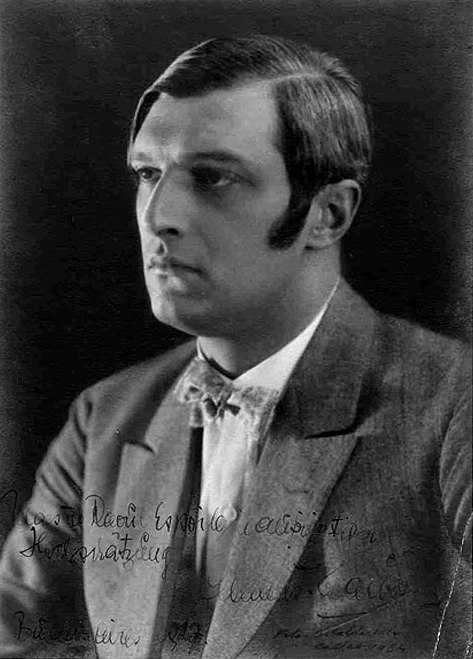
Le chef Clemens Kraus

Les pièces suivies d'un astérisque (*) sont jouées pour la première fois.
1. Josef Strauss : Transactionen, valse, op. 184*
2. Josef Strauss : Tag und Nacht, polka, op. 93*
3. Josef Strauss : Frauenherz (en), polka-mazurka, op.166*
4. Josef Strauss : Plappermäulchen, polka rapide, op. 245*
5. Johann Strauss II : O schöner Mai!, valse, op. 375
6. Johann Strauss II : L'Enfantillage-Polka, polka française, op. 202*
7. Johann Strauss II : csárdás du Chevalier Pásmán, op. 441
8. Johann Strauss II : Banditen-Galopp, galop, op. 378
9. Johann Strauss II : ouverture de l'opérette La Chauve-Souris
10. Johann Strauss II et Josef Strauss : Pizzicato-Polka, polka
11. Johann Strauss II : Vergnügungszug, polka rapide, op. 281
12. Johann Strauss II : Histoires de la forêt viennoise, valse, op. 325

### Rappels
1. Johann Strauss II : Perpetuum mobile. Ein musikalischer Scherz, scherzo, op. 257
2. Johann Strauss II : Le Beau Danube bleu, valse, op. 314
3. Johann Strauss : Marche de Radetzky, marche, op. 228

Les compositeurs joués
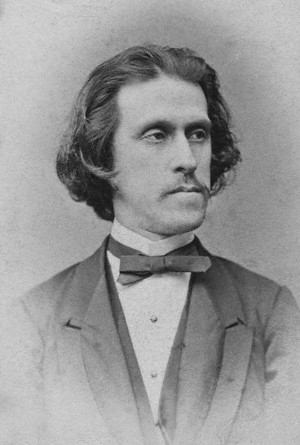
Josef Strauss
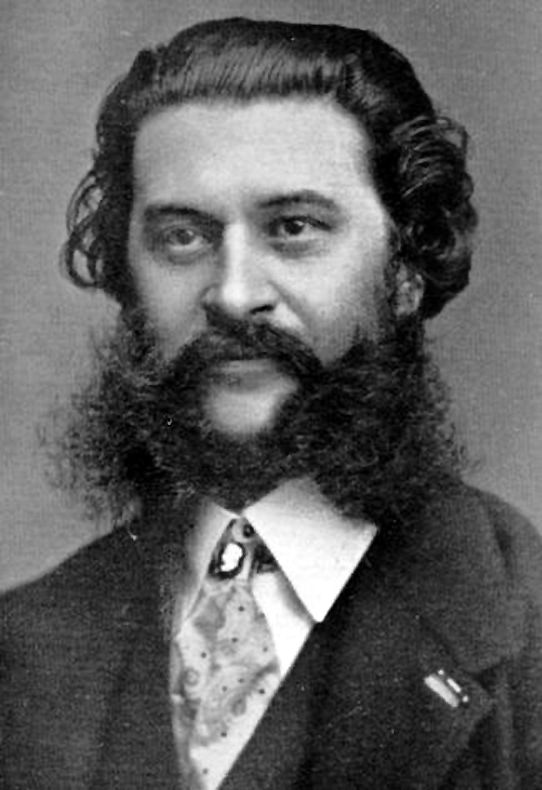
Johann Strauss (fils)
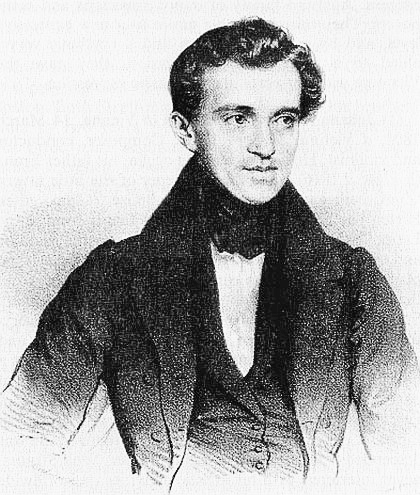
Johann Strauss (père)